# Antiprizma
| Množica uniformnih antiprizem | Množica uniformnih antiprizem                           |
| ----------------------------- | ------------------------------------------------------- |
| Hexagonal antiprism           |                                                         |
| vrsta                         | uniformni polieder                                      |
| stranske ploskve              | 2 n-kotniki, 2n trikotnikov                             |
| robovi                        | 4n                                                      |
| oglišča                       | 2n                                                      |
| konfiguracija oglišč          | 3.3.3.n                                                 |
| Schläflijev simbol            | h0,1{2,2n} s{2,n}                                       |
| Coxeter-Dinkinovi diagrami    |                                                         |
| grupa simetrije               | Dnd, [2+,2n], (2*n), reda 4n Dn, [2,n]+, (22n), reda 2n |
| dualni polieder               | trapezoeder                                             |
| značilnosti                   | konveksni, polpravilni izogonalni                       |
| mreža                         |                                                         |

Antiprizma je v geometriji vzporedni polieder, ki ga sestavljata dve vzporedni kopiji istega n-stranskega mnogokotnika, ki sta povezana s trakom izmeničnih trikotnikov. Takšno telo imenujemo n-stranska antiprizma.
Antiprizme spadajo v podrazred prizmatoidov.
Antiprizme so podobne prizmam razen v tem, da so osnovne ploskve zavrtene druga proti drugi in, da so stranske ploskve trikotniki in ne štirikotniki.
V primeru pravilne n-stranske osnove, se običajno obravnava primer, ko se kopija zavrti za kot 180°/n. Posebna pravilnost se doseže takrat, ko je črta, ki povezuje obe osnovni ploskvi, pravokotna na osnovno ploskev. V tem primeru se dobi pravokotno antiprizmo. Kot stranske ploskve ima n-kotne osnovne ploskve in za povezavo teh dveh osnovnih ploskev ima 2n enakostraničnih trikotnikov.

## Uniformna antiprizma
Uniformna antiprizma ima razen osnovnih ploskev še 2n enakostraničnih trikotnikov kot stranske ploskve. Kot razred tvorijo antiprizme neskončno skupino ogliščno uniformnih poliedrov, prav tako kot uniformne prizme. Za n = 2 se dobi degenerirani primer pravilnega tetraedra. Za n = 3 pa nedegeneriran pravilni oktaeder.
Dualni poliedri antiprizme so trapezoedri (antidipiramide ali deltoedri). Njihov obstoj je prvi obravnaval in tudi skoval ime nemški astrolog, astronom in matematik Johannes Kepler (1571–1630). 

## Kartezične koordinate
Kartezične koordinate za oglišča pravokotne antiprizme z n-kotno osnovo in enakokrakimi trikotniki so:
{\displaystyle \left(\cos {\frac {k\pi }{n}},\sin {\frac {k\pi }{n}},(-1)^{k}h\right)\!\,,}
kjer se k spreminja od 0 do 2n - 1. Kadar pa so trikotniki enakostranični, velja:
{\displaystyle 2h^{2}=\cos {\frac {\pi }{n}}-\cos {\frac {2\pi }{n}}\!\,.}

## Prostornina in površina
Če je a dolžina roba uniformne antiprizme, potem je njena prostornina enaka:
{\displaystyle V={\frac {n{\sqrt {4\cos ^{2}{\frac {\pi }{2n}}-1}}\sin {\frac {3\pi }{2n}}}{12\sin ^{2}{\frac {\pi }{n}}}}\;a^{3}\!\,.}
Površina pa je:
{\displaystyle P={\frac {n}{2}}\left(\cot {\frac {\pi }{n}}+{\sqrt {3}}\right)a^{2}\!\,.}

## Simetrija
Grupa simetrije pravokotne n-stranske antiprizme s pravilnima osnovnima ploskvama in enakokrakimi stranskimi ploskvami je Dnd reda 4n, razen v primeru tetraedra, ki pa ima višjo grupo simetrije Td reda 24. Ta grupa simetrije ima tri različice D2d kot podgrupe. Isto velja tudi za oktaeder, ki pa ima simetrijsko grupo Oh reda 48, ki pa ima štiri oblike D3d kot podgrupe. 
Grupa simetrije vsebuje središčno simetrijo samo, če in samo, če je n lih.
Grupa vrtenj je Dn reda 2n, razen za tetraeder, ki pa ima višjo grupo vrtenj T reda 12, ki pa ima tri oblike D2 podgrup. To velja tudi za oktaeder, ki ima višjo grupo vrtenja O reda 24, ki pa ima štiri verzije D3 kot podgrupe.